# Triperesna deteljica (matematika)
Triperesna deteljica je   dana z enačbo četrte stopnje (kvartno enačbo), ki ima obliko 
{\displaystyle x^{4}+x^{2}y^{2}+y^{4}=x(x^{2}-y^{2})}.
Ta oblika enačbe kaže, da je to samo spremenjena oblika enačbe krivulje list za {\displaystyle a=1} in {\displaystyle b=2}. 

## Vir
Kot vir je bil uporabljen članek na MathWorld.